# Gabinete de Lectura (Vitoria)
El Gabinete de Lectura fue una institución cultural del siglo XIX sita en la ciudad española de Vitoria.

## Historia
Fue el nombre que se le dio a una sociedad fundada en torno a 1841 y que estuvo situada en la vitoriana calle de Postas, sobre el café de Olave. Habría sido uno de los primeros gabinetes de lectura de España. Sus principales objetivos, tal y como quedaron estampados en los estatutos, eran «la instruccion y honesto recreo de sus individuos por medio de la lectura de periódicos y libros nacionales y estrangeros». Más tarde, se trasladó a la calle de la Estación, perpendicular, a unos pocos metros. «Tiene elegantes salas, buenas dependencias y excelente salon de lectura», decía de él Becerro de Bengoa en El libro de Álava de 1877, donde aseguraba que era por entonces el círculo más concurrido de la población, con unos socios que habían de pagar setenta reales de entrada y otros ocho mensuales. Entre sus directores se contó Miguel Rodríguez Ferrer. Sería absorbido por el Círculo Vitoriano.